# Reprezentacja Andory w piłce nożnej plażowej mężczyzn
Reprezentacja Andory w piłce nożnej plażowej – reprezentuje Andorę na międzynarodowych rozgrywkach beach-soccerowych.

## Skład
Skład na sierpień 2012
| Nr | Poz. | Piłkarz          |
| -- | ---- | ---------------- |
| 1  | BR   | Hugo Do Paço     |
| 4  | OB   | Victor Rodriguez |
| 5  | OB   | David Codina     |
| 6  | OB   | Daniel Mejías    |
| 7  | PO   | Jonathan Pérez   |

| Nr | Poz. | Piłkarz              |
| -- | ---- | -------------------- |
| 9  | PO   | Jorge Dias (kapitan) |
| 10 | NA   | Miquel Blázquez      |
| 11 | NA   | Nuñez                |
| 13 | BR   | Eric Flinch          |
| 15 | OB   | Alejandro Godoy      |

Trener:  Oriol Anglora
Asystent techniczny:  Oscar Brau